# Homaloxestis
Homaloxestis é um gênero de traça pertencente à família Agonoxenidae.